# Sergio Peris-Mencheta
Luis Sergio Peris-Mencheta Barrio (Madrid, 7 de abril de 1975) es un actor español de cine, teatro y televisión además de director de teatro.

## Biografía
Hijo de un madrileño de ascendencia valenciana y una moscovita, Lola Barrio, hija de exiliados españoles, su abuelo materno fue Jacinto Barrio Capilla. Estudió en el Liceo Francés de Madrid. Fue jugador de rugby: con su equipo fue internacional y ganó varios campeonatos, llegando a ser capitán de la selección juvenil.
Después de terminar sus estudios secundarios se matriculó en la Universidad Carlos III para estudiar Derecho y Ciencias Empresariales. Fue en el grupo de teatro universitario que entonces dirigía Inés París donde —explica en sus entrevistas— descubrió que quería ser actor. Licenciado con honores por la Fundación Shakespeare en el Ateneo de Madrid. Promoción de 1999, bajo la dirección del maestro Manuel Angel Conejero.
Tras presentarse a diversos cástins, Peris-Mencheta logró ser elegido en 1998 para interpretar el personaje de Dani Daroca Lavín en la teleserie Al salir de clase. Gracias a esta emisión televisiva, en la que participó hasta el año 1999, Sergio consiguió la popularidad entre el público adolescente.
En el año 2000 debutó en el cine con Jara (2000) y trabajó con Fele Martínez y con Elsa Pataky en la película de terror El arte de morir (2000) y en Menos es más (2000), comedia en la que volvió a coincidir con Elsa Pataky.
En 2004 trabajó en la película de José Luis Garci Tiovivo c. 1950 (2004).
Su consagración en el cine llegó en 2006 con la película Los Borgia, así como en producciones internacionales como Resident Evil: Afterlife y Love Ranch.  En 2007 volvió a trabajar con Garci en “Luz De Domingo”.

### Barco Pirata
Peris-Mencheta junto a Xabier Murúa y Nuria-Cruz Moreno crearon la productora Barco Pirata que en mayo de 2011 presentó su primer trabajo, Incrementum. La crítica destaca del proyecto que se trata de un teatro de revolución, desde un aspecto más social.
En teatro ha intervenido, entre otras obras, en Julio César (2013), de William Shakespeare. Además, ha dirigido montajes como Incrementum, Tempestad (basado en la obra La tempestad, de Shakespeare) y Un trozo invisible de este mundo.
En 2012 dirigió Un trozo invisible de este mundo, escrita e interpretada por Juan Diego Botto. Peris-Mencheta fue nominado por la obra a la mejor dirección de escena y mejor escenografía en los premios Max.
En 2014 estrenó junto a Roberto Álamo la obra de teatro Lluvia constante dirigida por David Serrano que continuaron representando en 2015 y 2016.
En febrero de 2016 dirigió La puerta de al lado, estrenada en Avilés, una comedia del francés Fabrice Roger Lacan protagonizada por Silvia Marsó y Pablo Chiapella.
Su dirección teatral creció en 2018 con la presentación de The Lehman Trilogy, donde convierte la obra relacionada con los Lehman Brothers, originalmente de Stefano Massini, en una obra teatro-musical.

## Vida personal
Fue pareja de la actriz Silvia Abascal, y desde 2005 mantiene una relación con la también actriz Marta Solaz, con la que tiene dos hijos en 2012 y 2014, antes de casarse el 14 de julio de 2017. Está emparentado con el periodista, diputado y senador Francisco Peris Mencheta.

## Filmografía

### Cine
| Año  | Título                              | Personaje             | Director                      |
| ---- | ----------------------------------- | --------------------- | ----------------------------- |
| 1997 | A mí quién me manda meterme en esto | Novio                 | Daniela Fejerman e Inés París |
| 1999 | Jara                                | Tato                  | Manuel Estudillo              |
| 1999 | El arte de morir                    | Ramón                 | Álvaro Fernández Armero       |
| 1999 | El paraíso perdido (corto)          |                       | Jaime Marqués                 |
| 2000 | Menos es más                        | Carlos                | Pascal Jongen                 |
| 2001 | Dama de Porto Pim                   | Lucas                 | José Antonio Salgot           |
| 2001 | Lauburu (corto)                     | Salvatore             | Luis Ángel Ramírez            |
| 2002 | La piel de la tierra                | Pablo                 | Manuel Fernández              |
| 2003 | Les marins perdus                   | Nedim                 | Claire Devers                 |
| 2004 | Tiovivo c. 1950                     | Joven detenido        | José Luis Garci               |
| 2006 | Los Borgia                          | Cesare Borgia         | Antonio Hernández             |
| 2006 | Escuadra hacia la muerte            |                       | Raúl Hernández Garrido        |
| 2006 | Agentes secretos                    | Raymond               | Frédéric Schoendoerffer       |
| 2006 | Toi et moi                          | Pablo                 | Julie Lopes-Curval            |
| 2007 | Su majestad Minor                   | Karlos                | Jean-Jacques Annaud           |
| 2007 | La vida en rojo                     | Andrés Sánchez        | Andrés Linares                |
| 2007 | Luz de domingo                      |                       | José Luis Garci               |
| 2010 | Resident Evil: Afterlife            | Ángel                 | Paul W. S. Anderson           |
| 2010 | Love Ranch                          | Armando Bruza         | Taylor Hackford               |
| 2010 | 18 comidas                          | Sergio                | Jorge Coira                   |
| 2011 | El Capitán Trueno y el Santo Grial  | Capitán Trueno        | Antonio Hernández             |
| 2012 | La mémoire dans la chair            | Tomás                 | Dominique Maillet             |
| 2015 | Hablar                              | El Profeta            | Joaquín Oristrell             |
| 2015 | El mal que hacen los hombres        | Martín                | Ramón Térmens                 |
| 2016 | Estirpe                             | Sergio Peris-Mencheta | Adrián López                  |
| 2017 | Llueven vacas                       | Ferna                 | Fran Arráez                   |
| 2018 | Life Itself                         | Javier González       | Dan Fogelman                  |
| 2019 | Rambo V: Last Blood                 | Hugo Martínez         | Adrian Grunberg               |
| 2020 | Capitain of Desert                  |                       | Antonio Hernández             |
| 2021 | Xtremo                              | Finito                | Daniel Benmayor               |
| 2023 | Megalodon 2: La Fosa                | Montes                | Ben Wheatley                  |

### Televisión
| Año           | Serie                          | Cadena             | Personaje                     | Episodios     |
| ------------- | ------------------------------ | ------------------ | ----------------------------- | ------------- |
| 1997          | Mamma per caso                 | RAI 1              |                               | TV Movie      |
| 1998          | Hermanas                       | Telecinco          |                               | 1 episodio    |
| 1998-1999     | Al salir de clase              | Telecinco          | Daniel Daroca Lavín "Dani"    | 230 episodios |
| 2000-2001     | Robles, investigador           | La 1               | Alberto                       | 13 episodios  |
| 2003          | Mata Hari, la vraie histoire   | Arte               | Vadime de Masloff             | TV Movie      |
| 2003          | Arroz y tartana                | La 1               | Nelet                         | TV Movie      |
| 2004          | Un paso adelante               | Antena 3           | Jaime                         | 1 episodio    |
| 2004          | Colette, une femme libre       | France 2           | Fred                          | 2 episodios   |
| 2005          | Lobos                          | Antena 3           | Tito Soares                   | 9 episodios   |
| 2006          | Estudio 1                      | La 1               | Pedro                         | 1 episodio    |
| 2007          | Sexo en el plató               | Canal+             |                               | Documental    |
| 2009          | 23-F: Historia de una traición | Antena 3           | Zárate                        | 2 episodios   |
| 2010          | Metropolis Ferry               |                    |                               | Cortometraje  |
| 2011          | Tierra de lobos                | Telecinco          | Capitán Ugarte                | 8 episodios   |
| 2012-2013     | Isabel                         | La 1               | Gonzalo Fernández de Córdoba  | 17 episodios  |
| 2013          | Tierra de lobos: la película   | Telecinco          |                               | TV Movie      |
| 2014          | Un país de cuento              | TVE                |                               | Sketchs       |
| 2015          | Los archivos del Ministerio    | TVE                |                               | Documental    |
| 2016          | The beginning                  |                    | Ricky                         | Mediometraje  |
| 2016          | El ministerio del tiempo       | La 1               | Rogelio / Falso Cid Campeador | 1 episodio    |
| 2016          | Los comensales                 |                    |                               | Documental    |
| 2017          | Princesa de hielo              |                    | Antonio                       | Cortometraje  |
| 2017          | La zona                        | #0                 | Aurelio Barrero               | 8 episodios   |
| 2017-presente | Snowfall                       | FX                 | Gustavo "El Oso" Zapata       | 50 episodios  |
| 2018          | La catedral del mar            | Antena 3           | Nicolau D'Eimeric             | 2 episodios   |
| 2018          | La verdad                      | Telecinco          | Ricardo Vega                  | 4 episodios   |
| 2021          | S.O.Z Soldados o Zombies       | Amazon Prime Video | Alonso Marroquín              | 8 capítulos   |

### Teatro
| Año             | Título                           | Autor               |                      |
| --------------- | -------------------------------- | ------------------- | -------------------- |
| 2011            | Incrementum                      | Georges Pérec       | Director y adaptador |
| 2012            | Tempestad                        | William Shakespeare | Director y adaptador |
| 2012            | Un trozo invisible de este mundo | Juan Diego Botto    | Director             |
| 2013            | Julio César                      | William Shakespeare | Actor                |
| 2014-2016       | Lluvia constante                 | Keith Huff          | Actor                |
| 2016            | La cocina                        | Arnold Wesker       | Director y adaptador |
| 2016            | La puerta de al lado             | Fabrice Roger-Lacan | Director y adaptador |
| 2018-2019       | Lehman Trilogy                   | Stefano Massini     | Director y adaptador |
| 2018-2019       | ¿Quién es el señor Schmitt?      | Sébastien Thiéry    | Director y adaptador |
| 2020-2022       | Castelvines y Monteses           | Lope de Vega        | Director y adaptador |
| 2022-2023       | Ladies Football Club             | Stefano Massini     | Director y adaptador |
| 2023-Actualidad | Cielos                           | Wajdi Mouwadad      | Director y adaptador |